# Вей (Чуньцю)
(слід відрізняти від держави Вей 魏 403—225 до н. е., що утворилася після розпаду держави Цзінь 晉)
Вей 衛 \ 卫 — країна періоду Чуньцю, що продовжила існування навіть за часів об'єднання китайських царств у імперію (221 до н. е.). Утворене ще напочатку династії Чжоу (1046—771 до н. е.), воно було остаточно знищено лише Ер Шихуанді, другим імператором династії Цінь, у 209 р. до н. е. Лінія правителів країни складається з 44 осіб.
Правляча родина Вей належала до династії Чжоу, тобто мала прізвище Цзі 姬. Першим володарем території Вей, що була утворена для контролю над поваленою династією Шан (див. Повстання трьох гвардій) близько 1040 до н. е., став брат Ву-вана Чжоу, Кан Шу (zh:衛康叔). Існування Вей за часів Чуньцю зазнало кризи у 661 до н. е., коли племена ді захопили столицю та вбили правителя Ї 懿 (zh:衛懿公). За підтримкою держав Сун 宋, Чжен 鄭 та ін. близько 5 тисяч мешканців Вей емігрували до сусідньої країни Цао (曹, 11 ст. — 487 до н. е.).
Престолонаслідування у Вей було відновлене зусиллями гегемона Ці Хуань-ґуна у 659 році до н. е., але з цього часу країна вже не мала попередньої політичної ваги. З 346 до н. е. володарі Вей поступово знижували титули, від попереднього ґун 公 до хоу 侯 та, зрештом, цзюнь 君.
У 254 до н. е. Вей стало васалом царства Вей 魏, з 241 — царства Цінь.
Відомим нащадком правлячого дому Вей був Шан Ян (390—338 до н. е.), реформатор у царстві Цінь. Його мандрівка до сусідньої держави стала однією з ознак глибокого занепаду політичного впливу родини Цзі протягом періоду Чжаньґо. Серед інших відомих осіб з Вей — Ву Ці 吳起, 440—381 до н. е., провідний військовий стратег (Wu Qi).

## Географія
«Аннали Люй Бувея» (Люй ши чуньцю) називають місцем розташування Вей одну з дев'яти провінцій, Янь 兗.